# آریل آرمونی
آریل آرمونی (انگلیسی: Ariel Armony؛ زادهٔ ۱۷ سپتامبر ۱۹۶۱) سیاست‌مدار اهل بوئنوس آیرس است.
وی همچنین برندهٔ جوایزی همچون برنامه فولبرایت شده‌است.